# Star Wars: Rebellion
Star Wars: Rebellion est un jeu vidéo 4X édité par LucasArts, sorti en 1998 sur Windows.
L'action se déroule au lendemain de la première bataille de Yavin. Le joueur prend le commandement de l'Alliance rebelle ou de l'Empire galactique, et a pour mission de vaincre la faction adverse.

## Synopsis
À la suite de la destruction de l'Étoile Noire par les forces rebelles, plusieurs planètes ont proclamé leur rattachement à l'Alliance Rebelle, bien que de nombreuses autres soient restées sous le joug impérial. Dans ce contexte de guerre civile, le joueur est amené à choisir entre rallier l'Alliance afin de continuer le combat contre l'Empire, ou prendre le contrôle des forces impériales pour mettre un terme à la menace rebelle.

## Objectifs
S'il opte pour l'Alliance, la mission du joueur consistera à prendre d'assaut Coruscant, le centre névralgique de l'Empire galactique. Par contre, s'il décide de rejoindre les impériaux, il devra fouiller la galaxie afin de trouver et détruire la base de commandement rebelle. Par ailleurs, il est possible d'accepter un objectif supplémentaire, qui est la capture des dirigeants ennemis: Mon Mothma et Luke Skywalker pour L'Alliance, l'Empereur Palpatine et Dark Vador pour l'Empire.

## Système de jeu

### Interface
Après avoir choisi de rejoindre l'une des deux factions, le joueur est transporté à bord d'un vaisseau de commandement. Apparaît alors l'écran de jeu, qui représente la galaxie de l'univers Star Wars. Le mode un joueur permet de choisir entre trois niveaux de difficulté : Novice, Intermédiaire ou Expert, ce choix multiplie le nombre de planètes contrôlé par l'ordinateur par un, deux ou trois. Le joueur peut également choisir la taille de la galaxie : Petite (10 secteurs, soit 100 systèmes) Vaste (15 secteurs, soit 150 systèmes) ou Immense (20 secteurs, soit 200 systèmes). La taille de la galaxie augmente ou diminue notablement la difficulté du jeu en fonction du niveau de difficulté et du camp que vous avez choisi. La carte de la galaxie sert ensuite d'interface où se déroule la majeure partie du jeu, c'est à partir de cette interface que le joueur va pouvoir prendre le contrôle de planètes, construire des installations, mener des recherches, ou encore recruter des troupes. Il est possible à tout moment d'accélérer ou de ralentir le rythme du jeu, certaines actions pouvant mettre un certain temps avant d'aboutir, notamment la construction de vaisseaux.
Dès le début de la partie, le joueur est épaulé par deux droïdes, qui lui expliquent rapidement les bases du gameplay, et lui transmettent ensuite en temps réel de nombreuses informations (rapport des agents en mission, état des opérations militaires en cours, par exemple). Si le joueur rejoint l'Alliance, ces deux droïdes ne sont autres que C-3PO et R2-D2.

### Contrôle de la galaxie
Avant de pouvoir partir à l'assaut de la base ennemie, le joueur va devoir prendre le contrôle des nombreuses planètes réparties à travers la galaxie. En effet, celles-ci sont nécessaires afin de recruter des troupes, construire des vaisseaux, mener des recherches, ou encore produire de l'énergie. Au début de la partie, chacun des deux camps ne contrôle qu'une poignée de planètes, la plupart étant indépendantes ou inexplorées. Pour prendre le contrôle d'un monde neutre, plusieurs possibilités s'offrent au joueur: il peut choisir entre entamer des négociations avec les représentants du système, ou s'en emparer par la force.
Si la planète visée est déjà sous le contrôle de l'ennemi, une nouvelle option s'ouvre au joueur, la guérilla: il s'agit d'envoyer un ou plusieurs agents sur la planète (certains sont d'ailleurs spécialisés dans ce domaine) afin de persuader la population locale de se révolter. Comme pour les missions diplomatiques, l'agent chargé de l'opération transmet son rapport de manière régulière sur l'évolution de la situation. À noter que compte tenu de la présence des forces ennemies, la mission est susceptible d'avorter si l'agent est démasqué, auquel cas celui-ci est capturé, voire tué.

### Construction d'installations
Pour construire des installations, certaines conditions doivent être remplies. Tout d'abord il faut sélectionner une planète sous contrôle, disposer de ressources suffisantes, et enfin veiller à ce que la planète ne soit pas déjà saturée en bâtiments. En effet, chaque planète ne peut accueillir qu'un nombre limité d'établissements, il convient alors de choisir quel type de bâtiment va être construit.

#### Installations militaires
Les installations militaires peuvent être divisées en deux catégories: 
- les bâtiments de défense, destinés à la protection de la planète en cas d'attaque ennemie. On trouve notamment les batteries anti-aériennes, qui peuvent détruire des vaisseaux de guerre situés en orbite, les canons à ion, qui permettent aux forces alliées de s'échapper en cas de blocus, ou encore les générateurs de bouclier, qui protègent les installations et les forces en surface de tout bombardement.
- les bâtiments de production, qui fournissent des forces supplémentaires aux joueurs. On distingue les chantiers navals, nécessaires à la construction de vaisseaux, et les baraquements, qui permettent de recruter des troupes.

#### Installations énergétiques
Afin de récolter des ressources et d'assurer la maintenance de ses forces, le joueur doit contrôler le plus possible de mines et un nombre équivalent de raffineries. Ces installations peuvent être construites sur n'importe quelle système en fonction des ressources disponibles. Chaque tour de jeu les mines font augmenter la quantité de matière première produite tandis que les raffineries transforment cette matière première en matière raffinée, utilisée pour construire des unités. Chaque unité construite a également un cout en maintenance. La combinaison d'une mine et d'une raffinerie apporte 50 points de maintenance. La maintenance est un élément fondamental du jeu, plus la maintenance disponible est élevée plus vous pourrez vous développer, si elle descend à 0 vous ne pourrez plus construire d'unités.

### Forces militaires
Le rôle des forces militaires dont dispose le joueur est primordial au cours de la partie, puisqu'elles permettent à celui-ci de mener des opérations dont dépend l'issue de la partie. En effet, afin de partir à la conquête de systèmes contrôlés par la faction adverse, il va falloir constituer une flotte suffisamment puissante pour rivaliser avec celles de l'ennemi qui stationnent en orbite autour de certaines planètes, ainsi que des troupes terrestres pouvant prendre d'assaut les installations ennemies et les forces qui les protègent.

#### Forces terrestres
Les forces terrestres peuvent être recrutés grâce aux baraquements installés sur certaines planètes. Le temps nécessaires au recrutement des forces terrestres est facteur de leur puissance. Ainsi, il est plus rapide de constituer une nouvelle escouade de stormtroopers plutôt que de dark troopers. Certaines unités nécessitent au préalable de mener des recherches.
Ces forces sont avant tout destinés à assurer au joueur le contrôle d'une planète ennemie en cas d'attaque en surface. Elles servent également à protéger un système allié au cas où la faction adverse tenterait la même opération.

#### Forces aérospatiales
Construits à partir des chantiers navals, les vaisseaux constituent une force d'attaque indispensable à la conquête des mondes ennemis. Ils sont répartis en deux catégories: les chasseurs et les croiseurs.
- Les chasseurs: ils sont beaucoup plus rapides à construire, mais surtout beaucoup moins résistants que les croiseurs. Ils peuvent être soit affectés à la défense d'un système sous contrôle afin de le défendre en cas d'offensive ennemie, soit rattachés à une flotte. Néanmoins, l'existence d'un croiseur pouvant accueillir un escadron de chasseurs est indispensable afin que ceux-ci puissent être rattachés à une flotte. Les chasseurs de l'Alliance sont le X-Wing, le Y-Wing, le A-Wing et le B-Wing. Pour l'Empire, les escadrons peuvent se composés de chasseurs TIE, bombardiers TIE, intercepteurs TIE ou défenseurs TIE.
- Les croiseurs: vaisseaux de plus grande envergure que les chasseurs, les croiseurs nécessitent souvent une très longue durée de construction avant d'être pleinement opérationnels. Un croiseur peut comporter certaines attributions. Ainsi, certains sont voués au transport de troupes, tandis que d'autres peuvent accueillir un ou plusieurs escadrons de chasseurs. Certains vaisseaux ont pour but de fournir une puissance de feu suffisante dans le cas où leur route croiserait celle d'une flotte ennemie. Ils peuvent par exemple être dotés de batteries, de canons à ion, ou encore être équipés de rayon tracteurs afin que l'ennemi ne puisse battre en retraite.

### Batailles spatiales
Lorsque l'une des flottes du joueur croise la route de l'une des flottes adverses, une fenêtre apparaît, qui propose soit de laisser l'ordinateur décider de l'issue de la bataille, soit d'engager directement le combat afin de permettre au joueur de prendre le contrôle de ses forces, et auquel cas l'écran bascule pour laisser place à la bataille enter les deux flottes.

#### Déroulement de la bataille
Au début de la bataille, le jeu est mis en pause afin que le joueur puisse librement évaluer la situation, donner l'ordre à tel croiseur ou à tel escadron de chasseur d'attaquer tel bâtiment ennemi, ou même, s'il juge le combat perdu d'avance, donner l'ordre à sa flotte de battre en retraite. Le combat est ensuite engagé. Chaque vaisseau dispose d'une barre d'énergie destiné à alimenter son bouclier, ainsi qu'une autre représentant l'état de son blindage. Lorsqu'un appareil est attaqué, sa barre d'énergie est affectée en premier. La seconde barre commence à s'affaiblir lorsque la première a été totalement vidée. Néanmoins, le bouclier se régénère lorsque le bâtiment n'essuie plus de tirs ennemis. La bataille est un échec lorsque l'intégralité de la flotte est détruite, ou si elle bat en retraite. Mais, si à l'issue de cette bataille l'adversaire a été vaincu, la flotte procède au blocus du système ennemi.

#### Blocus planétaire
À l'issue d'une bataille, la faction ayant attaqué un système ennemi procède au blocus de ce système si elle vient à bout de la flotte adverse. Dans ce cas, la production en surface est stoppée, et les forces locales ne peuvent plus quitter le système sans prendre le risque d'être détruites. Si le joueur procède à un blocus planétaire, il peut choisir de bombarder la planète afin de détruire des installations en surface. Le bombardement peut s'opérer soit sur des forces militaires, soit sur des cibles civiles, voire sur les deux. Le joueur peut en outre donner l'ordre à ses forces d'envahir la planète, ce qui la fera passer sous son contrôle si toutes les forces ennemies sont vaincues.

Néanmoins, il faut tenir compte du fait que l'ennemi peut dépêcher une flotte sur place afin de reprendre le contrôle du système. Dans ce cas une nouvelle bataille s'engage.

### Personnages
Les personnages contrôlés par le joueur peuvent exécuter des missions de natures très diverses suivant leurs attributions. On retrouve ainsi de nombreux personnages de Star Wars, tels que Han Solo, Chewbacca, ou encore Wedge Antilles. Chaque personnage, compte tenu de ses capacités, est amené à effectuer des missions d'espionnage, de sabotage, de reconnaissance, etc. Par ailleurs, certains personnages bien déterminés peuvent mener des opérations de recherche et développement, qui aboutissent à la mise au point d'installations plus performantes, de troupes et de vaisseaux plus puissants par exemple. Enfin, certaines missions sont réservées à une faction seulement. Ainsi, seul l'Empire peut planifier un assassinat. De même, seuls les personnages principaux (Leïa Organa, Luke Skywalker, Dark Vador, Palpatine...) peuvent recruter de nouveaux personnages.

## Accueil
| Star Wars: Rebellion |      |       |
| Média                | Pays | Notes |
| GameSpot             | US   | 45 %  |